# Erica trichostigma
Erica trichostigma är en ljungväxtart som beskrevs av Salter. Erica trichostigma ingår i släktet klockljungssläktet, och familjen ljungväxter. Inga underarter finns listade i Catalogue of Life.